# Laser Blast
Laser Blast es un videojuego para un solo jugador desarrollado y publicado por Activision en marzo de 1981 para la consola Atari VCS (renombrada como Atari 2600 en 1982). Diseñado por David Crane, uno de los cofundadores de Activision, Laser Blast coloca a los jugadores al control de los platillos voladores que atacan objetivos terrestres.

## Jugabilidad
El objetivo de Laser Blast es destruir una serie de enemigos terrestres. El jugador controla una flota de platillos voladores, operando uno a la vez. En la superficie del planeta a continuación hay un grupo de tres bases de láser móviles, protegidas por un campo de fuerza invisible que evita que el platillo del jugador se acerque demasiado a la superficie. Tanto el jugador como las bases enemigas están armadas con desintegradores láser, que pueden disparar un único haz continuo a la vez. Si se golpea el platillo del jugador, perderá altitud y se estrellará contra el suelo; sin embargo, el jugador puede dirigir esta caída, potencialmente a una de las bases, destruyéndola también. Cada oleada sucesiva de bases enemigas se mueve más rápido y se dirige a los platillos del jugador más rápidamente, mientras que el campo de fuerza se vuelve más fuerte y disminuye la cantidad de espacio en el que puede moverse el platillo.
Los jugadores obtienen puntos por cada base destruida, con puntos que multiplican cada ola hasta un máximo de 90 puntos por base. Los jugadores ganan platillos voladores adicionales con cada 1000 puntos anotados y pueden mantener un máximo de seis platillos adicionales en reserva.
Los jugadores que hayan obtenido 100 000 puntos o más podían enviar pruebas fotográficas a Activision y ser admitidos en la Federación de Laser Blasters de Activision. Cuando se alcanza el puntaje de 999 999, los dígitos en el puntaje se convierten en signos de exclamación y el juego termina.

## Recepción
Laser Blast ganó una Mención de Honor por «Mejor juego de ciencia ficción» en 1982 en el Tercer Premio Anual Arkie.: 76 

## Legado
Activision relanzó Laser Blast como parte de su videojuego Activision Anthology, disponible para varias consolas en distintos momentos de la década de 2000.